# 241-ша окрема бригада територіальної оборони (Україна)
241-ша окрема бригада територіальної оборони (241 ОБрТрО) — з'єднання Сил територіальної оборони Збройних сил України. Базується у м. Києві. Бригада підпорядкована Регіональному управлінню «Північ» Сил ТрО.

## Історія
14 квітня 2022 року на виконання директиви Головнокомандувача ЗСУ Валерія Залужного 241-й окремий батальйон 112-ї окремої бригади територіальної оборони був переформований на 241-шу окрему бригаду територіальної оборони. До складу бригади згодом увійшли вісім батальйонів територіальної оборони міста Києва. Бригада підпорядкована Регіональному управлінню «Північ» Сил ТрО.
В жовтні 2022 року бригада отримала бойовий прапор.

## Структура
За даними ТрО:
- 3-й батальйон[5]
- 130-й окремий батальйон територіальної оборони  (Солом'янський р-н)[6]
- 204-й окремий батальйон територіальної оборони (Голосіївський р-н)
- 205-й окремий батальйон територіальної оборони (Печерський р-н)
- 206-й окремий батальйон територіальної оборони (Подільський р-н)
- 207-й окремий батальйон територіальної оборони (Шевченківський р-н)

## Командування
- (???—2024) полковник Вадим Озірний[7]
- (з 2024) полковник Олександр Волошин[7][8]

## Втрати
- 28 червня 2022 — Шаманов Ярослав Вадимович («Шерман»), командир роти, 130 ОБТрО.[9]
- 30 травня 2022 — Грощенко Олександр Сергійович («Гроша»), солдат, водій, 242 ОБ ТрО. 43 роки, м. Київ. Загинув під час танкового обстрілу в Бахмутському районі.[10]
- 20 червня 2022 — Бакоцький Дмитро Олександрович («Бака»). 37 років, с. Шуляки Козелецький район.[11]
- 27 червня 2022 — Маньковський Віктор Степанович («Маня», «Гепард»), стрілець, 130 ОБТрО. 21 березня 1995. Загинув під час танкового обстрілу в селищі Дементіївка, Харківська область.[12]
- 28 червня 2022 — Гумба Астамур Даурович. 22 липня 1989, Сухумі. Загинув в районі с. Дементіївка, Харківська область.[13]
- 28 червня 2022 — Мартиненко Віталій Володимирович («Мартин»), командир взводу, 130 ОБТрО. 23 жовтня 1978. Загинув під час мінометного обстрілу, селище Дементіївка, Харківська обл.[12]
- 29 червня 2022 — Соловйов Віктор.[12]
- 29 червня 2022 — Калюжний Олег.[12]
- 29 червня 2022 — Мілєєв Юрій Васильович.[12]
- 29 червня 2022 — Тур-Павліковський Павло Леонідович.[12]
- 12 вересня 2022— Щуцький Юрій Олександрович («Щука»),17.05.1977, солдат, 204 ОБТрО, м.Київ. Загинув в бою за Донеччину.
- 8 листопада 2022 — Чикиш Дмитро Сергійович «Чекіст», сапер, парамедик, 243 ОБТрО. 19 серпня 2000, м. Херсон. Загинув в Донецькій області.[14]

### 2023
- 6 лютого 2023 — Савчук Павло Іванович, солдат. Загинув в м. Бахмут, Донецька область[15].
- 13 березня 2023 — Ольховик Олексій. Загинув у місті Бахмут.[16]
- 18 квітня 2023 — Постнов Олексій Олександрович («Пірат»), командир стрілецького відділення, 207 ОБТрО. 21.10.1987, м. Київ. Загинув поблизу села Васюківка Бахмутського району.[17][18]
- 19 травня 2023 — Пасько Олександр Віталійович («Каспер»). 20.12.1989, м. Очаків, Миколаївська область [19]
- 20 травня 2023 — Кальченко Андрій Олексійович («Кіпіш») 16.05.1967, м. Київ. Старший солдат, стрілець-зенітник [20].
- 21 травня 2023 — Тімонін Олег Анатолійович («Старшина»). 25 червня 1970, м. Острог. Загинув поблизу с. Іванівське Бахмутського району.[21]
- 29 червня 2023 — Олексій Змієвский («Змій»), старший солдат. Загинув під час мінометного обстрілу біля с. Іванівське Бахмутського району.[22]
- 9 вересня 2023 — Кириченко Володимир («Вурдалака»). 38 років, м. Київ. Головний сержант  206 ОБТрО. Загинув в районі Кліщіївки від атаки FPV-дрону [23]
- 26 жовтня 2023 — Поляков Андрій Миколайович, старший лейтенант, 206 ОБТрО.
- 14 листопада 2023 — Жигайло Євген («Жога»). Загинув під час мінометного обстрілу в районі с. Іванівське Бахмутського району.[24]
- 27 листопада 2023 — Фоміних Анатолій («Фома»), солдат. Загинув під час мінометного обстрілу в районі с. Іванівське Бахмутського району.[25]

### 2024
- 1 березня 2024 — Основенко Володимир Павлович («Найт»). 27 років, син київського священника та капелана. Загинув біля с. Іванівське Бахмутського району.[26]
- 3 липня 2024 — Паламарчук Василь («Адвокат»), 206 ОБТрО. Загинув на Торецькому напрямку.[27][28][29]
- 6 липня 2024 — Воронка Ігор Володимирович, 206 ОБТрО. Оперний співак, скрипаль, актор, заслужений артист України. Загинув на Донеччині.[30]
- липень 2024 — Буяло Владислав Максимович, сержант, 204 ОБТрО. 14 лютого 1996, м. Київ. Загинув у Запорізькій області.[31]
- листопад 2024 — Рибаков Андрій, 207-й батальйон.[32]